# Louis Pons (homme politique)
Pour les articles homonymes, voir Louis Pons.
Louis Pons est un homme politique français né le 2 février 1822 à Monclar (Lot-et-Garonne) et décédé le 8 mai 1888 à Monclar.

## Biographie
Propriétaire terrien, il est maire de Monclar et conseiller général. Candidat républicain, il est battu aux sénatoriales de 1876 mais élu en 1879. Après une réélection mouvementée aux cantonales de 1881, il ne se représente pas aux sénatoriales en 1888 et meurt peu après.

## Sources
- « Louis Pons (homme politique) », dans Adolphe Robert et Gaston Cougny, Dictionnaire des parlementaires français, Edgar Bourloton, 1889-1891 [détail de l’édition]